# Теспис
 Тази статия е за древногръцкия поет.  За операта вижте Теспис (опера).  
Теспис, също Теспид (VI в. пр. Хр.) е старогръцки поет, родом от Икария (дн. с. Дионисос, ном Източна Атика) край Атина. С неговото име античната традиция свързва създаването на трагедията.
Според Пароската хроника около 534 г. пр.н.е. за първи път поставя своя трагедия на театралните състезания в Атина. Към песните на дитирамбическия хор добавя пролог и реплики, изричани от актьор, чиято роля се изпълнява от автора. С това нововъведение се поставя началото на драматическия диалог.
На Теспис (понякога и на Есхил) се приписва създаването на театралната маска, която първоначално се състои от боядисано ленено платно, покриващо не само лицето, но и цялата глава, като дава възможност на актьора да изпълнява различни роли.
Според преданието Теспис обикаля с каруца, пълна с декори и костюми, из цяла Атика и представя трагедиите си. „Каруцата на Теспис" става нарицателно понятие.
От Теспис са запазени само 4 произведения и 5 фрагмента, чието авторство не е напълно доказано.